# Accidente de La Esperanza
El 17 de marzo de 1964, un avión militar Douglas DC-3, perteneciente al Ejército del Aire español, se estrelló en las cercanías del pueblo de La Esperanza, al intentar un aterrizaje nocturno en el aeropuerto de Los Rodeos, en Tenerife.

## Antecedentes
El avión había despegado, con retraso, del aeropuerto de Port-Etienne, Mauritania, llevando a bordo una comitiva oficial, presidida por el ministro de Trabajo Jesús Romeo Gorría, que había estado recorriendo varios territorios de la llamada entonces África Occidental Española. Su última visita había sido al puerto de La Güera, en el límite fronterizo entre el Sahara español y Mauritania, en donde había estado varias horas reunido con pescadores españoles que faenaban en el banco pesquero canario-sahariano.

## El accidente
El vuelo hasta la isla de Tenerife había transcurrido sin incidentes, con las oportunas comunicaciones por radio, pero en la maniobra de aproximación el avión se desvió hacia el suroeste, sobrevolando a baja altura el pueblo de La Esperanza, a unos 4 km del aeropuerto, de modo que el ruido de los motores pudo ser oído por varios vecinos del pueblo. El avión se estrelló en un lugar llamado Hoya Núñez, a menos de un kilómetro del casco urbano, después de rozar las copas de unos árboles, impactando con el suelo con el extremo de su ala derecha, y sobre todo con su morro. El ruido del golpe también fue oído por algunos vecinos del pueblo, eran las 2 de la mañana del martes 17, que fueron los primeros en acudir en auxilio de los accidentados.

## Tripulación y pasajeros
El avión, perteneciente al Grupo Aéreo del Estado Mayor del Aire, con el identificativo 90-1, estaba tripulado por el comandante piloto Eduardo Romero Baltasar, el capitán piloto Manuel López Pascual, el sargento primero radiotelegrafísta Juan Pablos Fernández, el sargento mecánico Saturnino Ignacio Lecuona Sagasti, y el soldado ayudante de cabina Ricardo Sahogar Móstoles. Los tres primeros fallecieron en el acto o en los primeros momentos, y los otros dos resultaron heridos de gravedad, siendo trasladados al Centro Médico Quirúrgico de Urgencia de La Laguna y posteriormente al Hospital Militar de Santa Cruz de Tenerife, donde el sargento falleció a las pocas horas. 
El pasaje lo componían 16 personas, además del ministro de Trabajo, el Secretario general técnico del departamento, el director general del Instituto Social de La Marina, el Inspector jefe de la Delegación del Ministerio en Las Palmas, y otros altos cargos. También iban un nutrido grupo de periodistas de los periódicos Abc, Pueblo, Arriba, Ya, El Alcázar y Madrid y de la emisora de TVE en Canarias. Entre el pasaje solo hubo heridos, alguno de ellos con secuelas permanentes, como en el caso de un cámara de televisión.